# غباغب
غباغب بلدة وناحية سوريّة إداريّة تتبع منطقة الصنمين في محافظة درعا. بلغ عدد سكان البلدة 13700 نسمة والناحية 45793 نسمة حسب تعداد عام 2004
نبذة عن قرية غباغب
تقع قرية غباغب على الطريق القديم الواصل بين «دمشق» و"درعا"، وعلى بعد /35/ كم من مدينة «دمشق»، وبين تلتين تقع بلدة «غباغب»، على ارتفاع /685/م عن سطح البحر، وقد اكتسب موقعها عبر التاريخ أهمية تاريخية ودينية، حيث كانت ممراً تجارياً للقوافل التجارية القادمة من جزيرة العرب إلى بلاد الشام قبل الإسلام، وإحدى البلدات الواقعة على طريق الحج، إضافة لوقوعها على طريق البريد القديم الممتد من «دمشق» إلى "مكة المكرمة"، كما تعد البوابة الشمالية لمحافظة "درعا
تعاقبت على البلدة حضارات عدة، شأنها في ذلك شأن بقية مناطق وقرى "حوران"، ويذكر التاريخ حدوث معارك عدة فيها، كمعركة «مرج الصفر» الأولى التي وقعت عام /643/م، بين الروم والمسلمين بقيادة "خالد بن سعيد بن العاص"، ومعركة «مرج الصفر» الثانية، التي وقعت في نفس المكان، عندما توجهت جيوش المسلمين لفتح «دمشق»، بقيادة "خالد بن الوليد"، ومعركة «مرج الصفر» الثالثة التي وقعت في عام /1303/م بين المسلمين بقيادة الناصر "محمد بن قلاوون"، وبين التتار بقيادة "قطلوشاه ومحمود غازان"، وأخيراً معركة «غباغب» التي وقعت في أواخر شهر آب عام /1920/م، بين الجيوش الفرنسية وأهل "حوران
تعني كلمة «غباغب» لغوياً جمع غبغب، والغبب هو المتدلي في رقاب البقر والماعز والغنم، ويقال أنها سميت بذلك لوجود معبد روماني قديماً، كانت تقدم فيه قرابين وتذبح الأبقار والشاة، وبالتالي يتجمع عدد كبير من رقاب البقر والغبب، بالمقابل هناك من يرى أن التسمية جاءت من وجود مروج فيها، حيث يطلق على نهاية «غباغب» من الشمال، وصولاً إلى بلدة «دنون» التابعة لريف «دمشق»، «مرج الصفر»، لكثرة الأزهار والنباتات الزهرية فيها، وهناك من يفسر سبب التسمية بكثرة الربيع، فقد كانت البلدة خضراء طبيعية، بسبب النهر الصغير الجاري فيها آنذاك، والذي كان يروي كروم التين والرمان والزيتون والخوخ وشجر زينة الصفصاف والزيزفون، أما معنى «غباغب» في السريانية القديمة فهو «بوزو» أي جهة الجنوب». 
«تبلغ مساحة البلدة الإجمالية /7200/هكتار، وبذلك تحتل المركز الثاني من حيث المساحة على مستوى المحافظة بعد مدينة «ازرع»، ويبلغ عدد سكانها ما يقارب /13700/ نسمة، ويعود تاريخ تواجد سكان البلدة الحاليين إلى حوالي /350/ سنة فقط، علماً أن البلدة كانت مسكونة سابقاً، ولا توجد معلومات دقيقة وواضحة عن أصول سكانها القدامى، ولا توجد مصادر تاريخية دقيقة تعيد السكان إلى أصولهم، لكن أغلب الراويات تؤكد أن جميع السكان من خارج البلدة والمحافظة».
«لا يوجد بالبلدة آثار تذكر، سوى قلعة أصبحت خراباً تعود للعهد الروماني، وعدة خرب منها: خربة «قنوات»، وخرب «دعارة» و«عمارة» و«جنينة» و«التينة»، إضافة لوجود قصر «أم حكيم»، ويقع في جبل «غباغب»».
تعد أراضي البلدة سهلة منبسطة، وتصنف ضمن مناطق الاستقرار الثالثة، ويبلغ المعدل العام للهطول المطري فيها من /150 - 175/ ملم سنوياً، ويعمل الأهالي بالزراعة بشكل موسمي، إلا أن حالها كحال أي عمل آخر ترتبط بمقومات أساسية تساهم في دعمها وتطورها، أهمها أمطار الشتاء وتوافر المياه، ويعتبر محصول القمح الأساسي بين الزراعات، ويختلف إنتاجه من سنة لأخرى بحسب كمية الأمطار، ويصل إلى / 2000/ طن في المواسم الخيرة، كما يزرع العدس والحمص والشعير، ويوجد في البلدة حوالي /100/ بئر ارتوازي، جف نصفها تقريباً، كما يوجد / 18.000/ شجرة زيتون بين بعل وسقي، يبلغ إنتاجها السنوي /200/ طن تقريباً من الزيتون، وأنواع مختلفة من النباتات التي تعتبر بعلية منها نبات البابونج والخبيز ونبتة الذبح، وبعض نباتات الزينة مثل: الياسمين- الورد جوري- الصنوبر العطري».
.